# Jules Tchimbakala
Constant Jules Tchimbakala (ur. 15 stycznia 1971 w Pointe-Noire) – piłkarz kongijski grający na pozycji obrońcy.

## Kariera klubowa
Karierę piłkarską Tchimbakala rozpoczął we Francji. Jego pierwszym klubem był Paris FC, w którym grał w latach 1990-1995 w czwartej oraz później w trzeciej lidze. W 1995 roku odszedł do Toulouse FC. W latach 1995–1997 grał w nim w drugiej lidze, a wiosną 1997 awansował do pierwszej. W 1998 roku odszedł z Toulouse do Le Mans FC. Spędził w nim sezon 1998/1999, a w sezonie 1999/2000 grał w Thouars Foot 79. Później w swojej karierze występował ponownie w Paris FC, szkockim Raith Rovers i rodzimym Interze Brazzaville.

## Kariera reprezentacyjna
W reprezentacji Konga Tchimbakala zadebiutował 25 stycznia 2000 w przegranym 0:1 grupowym meczu Pucharu Narodów Afryki 2000 z Marokiem, rozegranym w Lagos. Na tym turnieju zagrał również w dwóch innych meczach grupowych: z Nigerią (0:0) i z Tunezją (0:1). Od 2000 do 2001 wystąpił w kadrze narodowej 8 razy i strzelił 1 gola.